# Museum Schokland
Museum Schokland is een museum in de Noordoostpolder dat zich toelegt op de geschiedenis van het voormalige eiland Schokland en de omringende polder.
Het museum is gelegen op de toenmalige woonterp van Middelbuurt. Het opende in 1947 in de nog bestaande Enserkerk met de tentoonstelling van een aantal bodemvondsten. Tussen 1961 en 1967 is het museum gerenoveerd. Het museum is in de loop der jaren uitgebreid met voormalige werkgebouwen die in 1987 vervangen zijn door houten huizen in Zuiderzeestijl. Jaarlijks bezoeken circa 40.000 mensen het museumdorp. 
In 1995 kreeg Schokland en omgeving de UNESCO Werelderfgoed-status. Het museum is ook een informatiepunt voor een bezoek aan het werelderfgoedgebied. 

## Collectie
Het buitengedeelte omvat kenmerkende elementen van de vroegere bebouwing op Schokland. De collectie omvat gebruiksvoorwerpen, beeldmateriaal en oude archeologische vondsten, waaronder stenen uit de ijstijd.

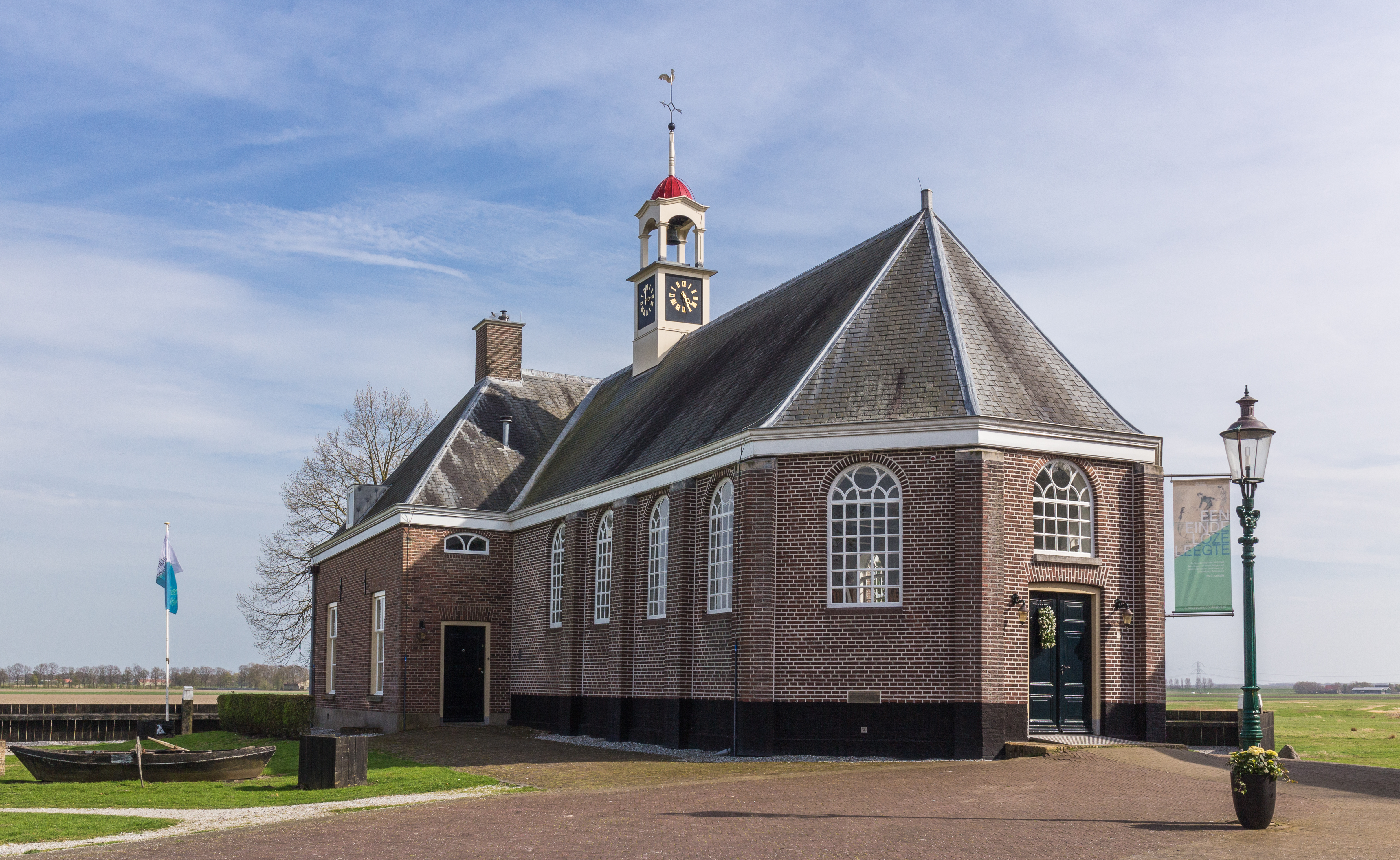
Waterstaatskerk uit 1834.
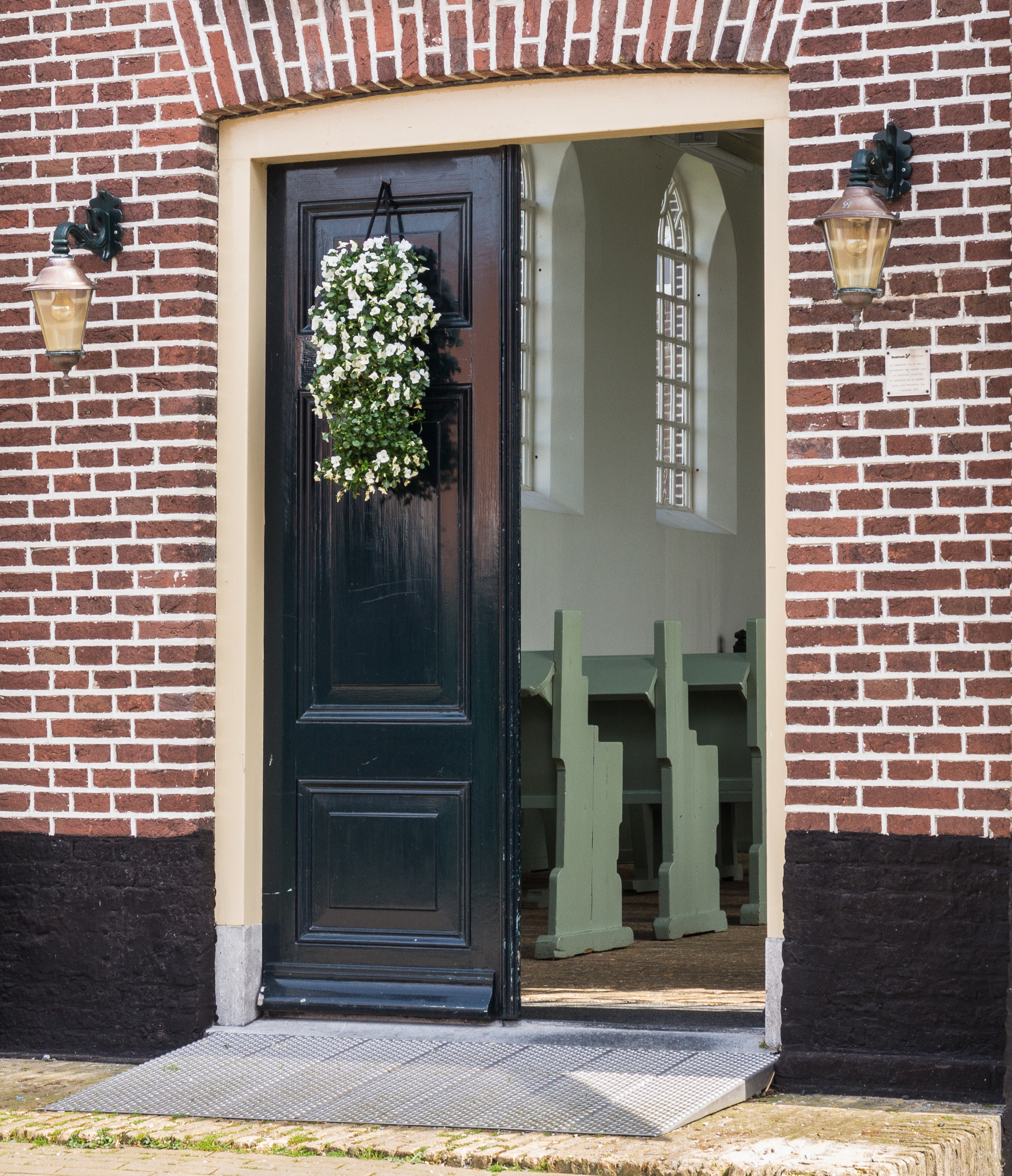
Waterstaatskerk uit 1834. Detail.
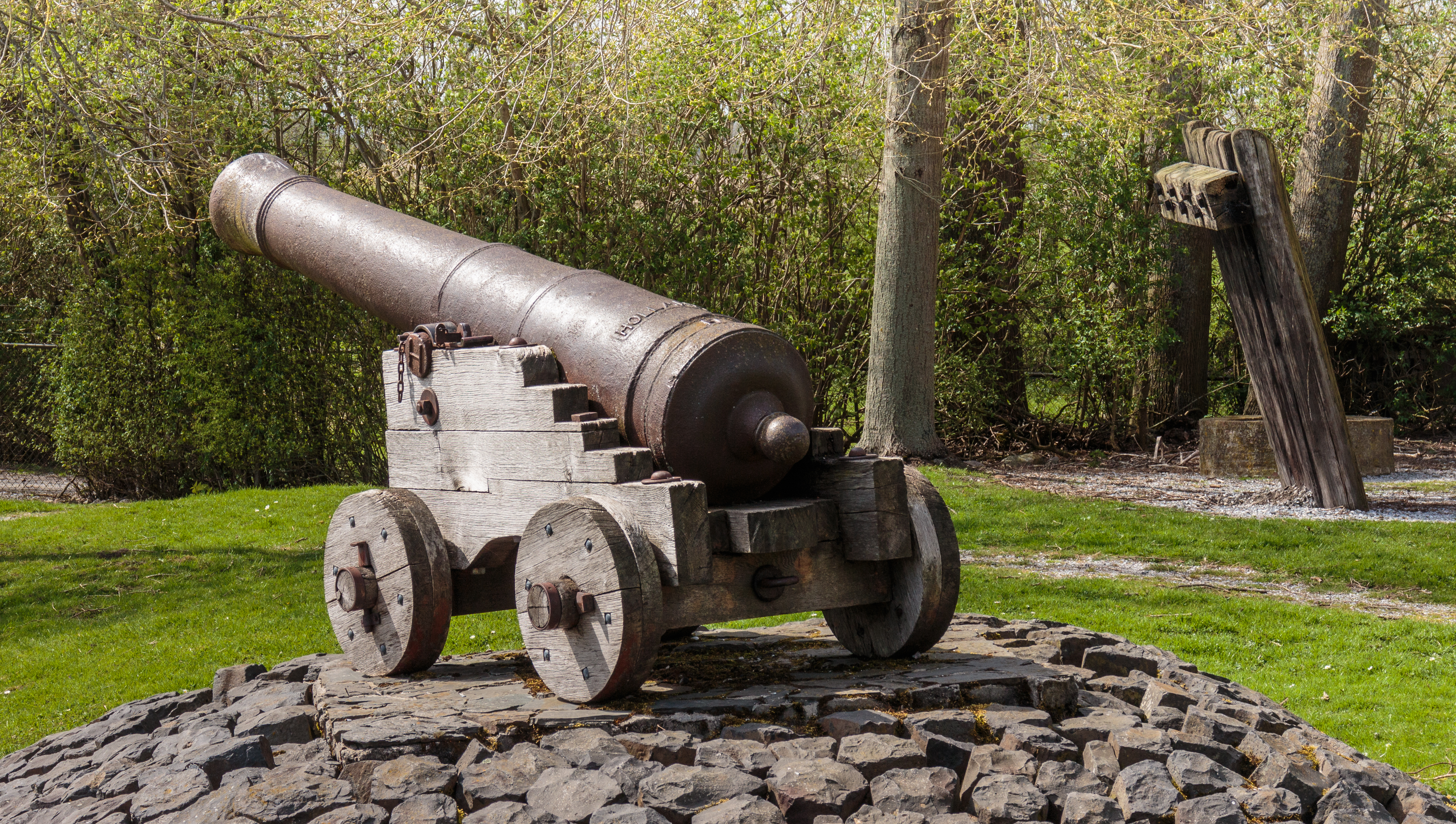
Hoogwaterkanon.
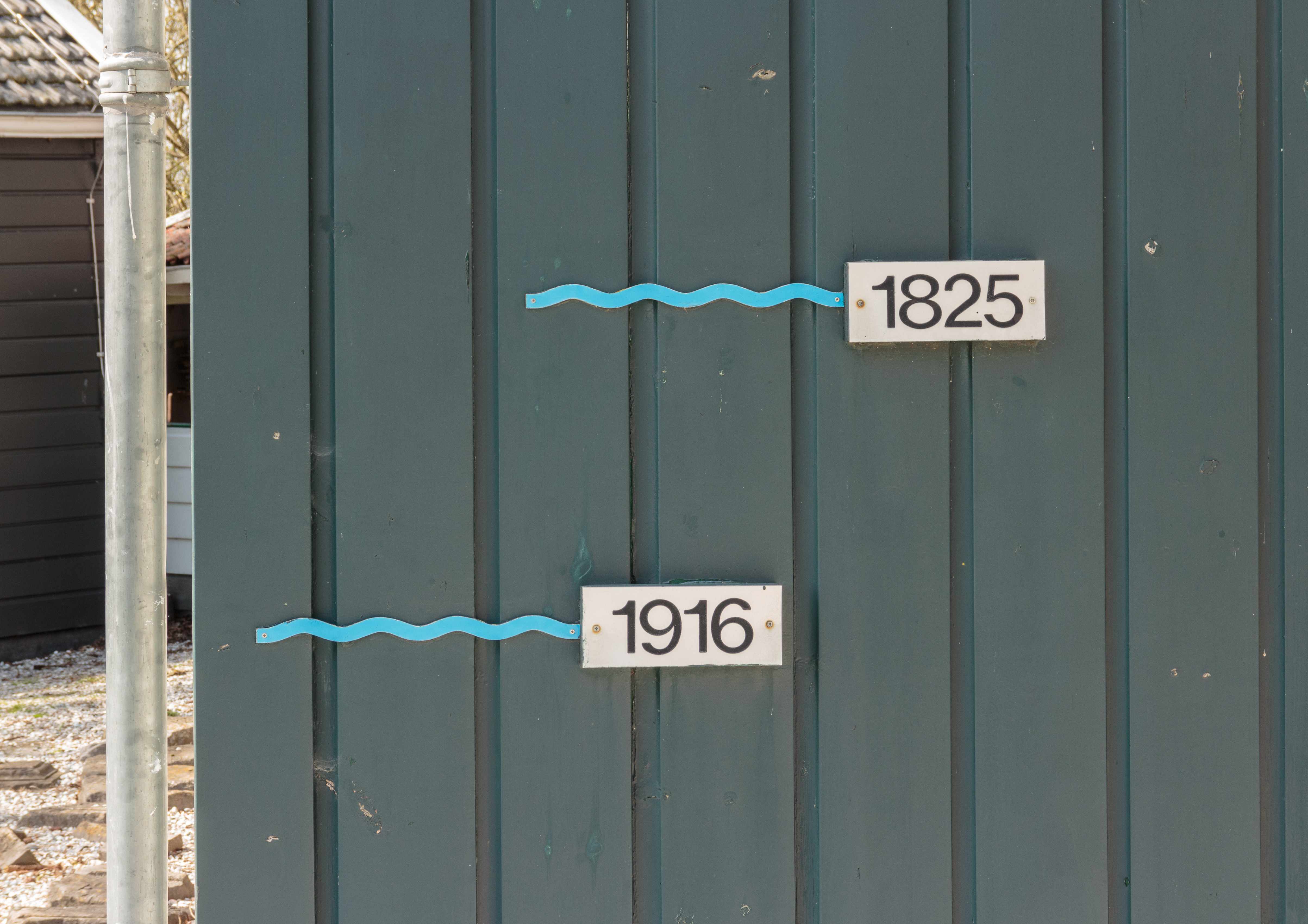
Hoogste waterstanden bij de stormrampen in 1825 en 1916.
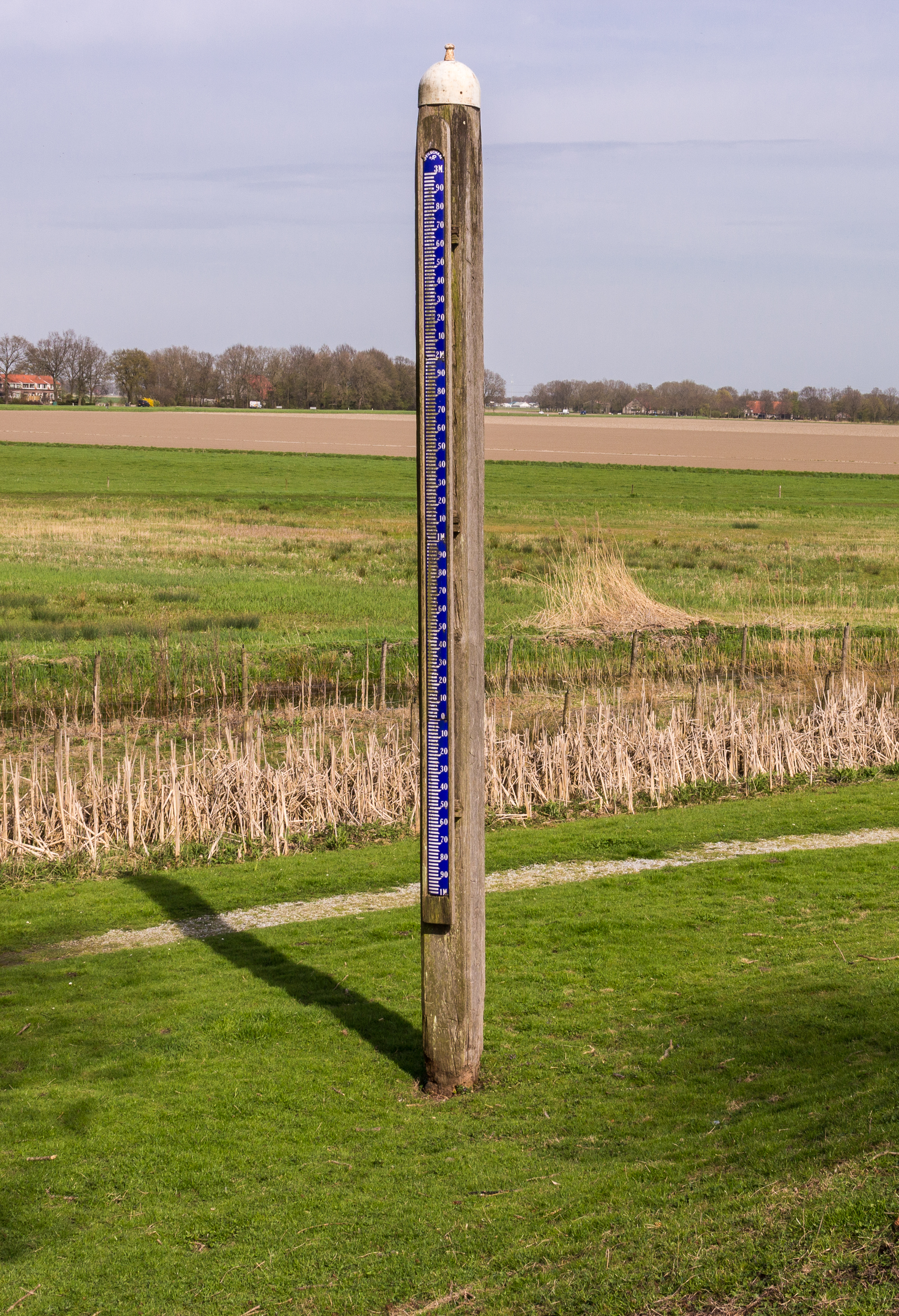
Originele waterpeilschaal van Schokland.
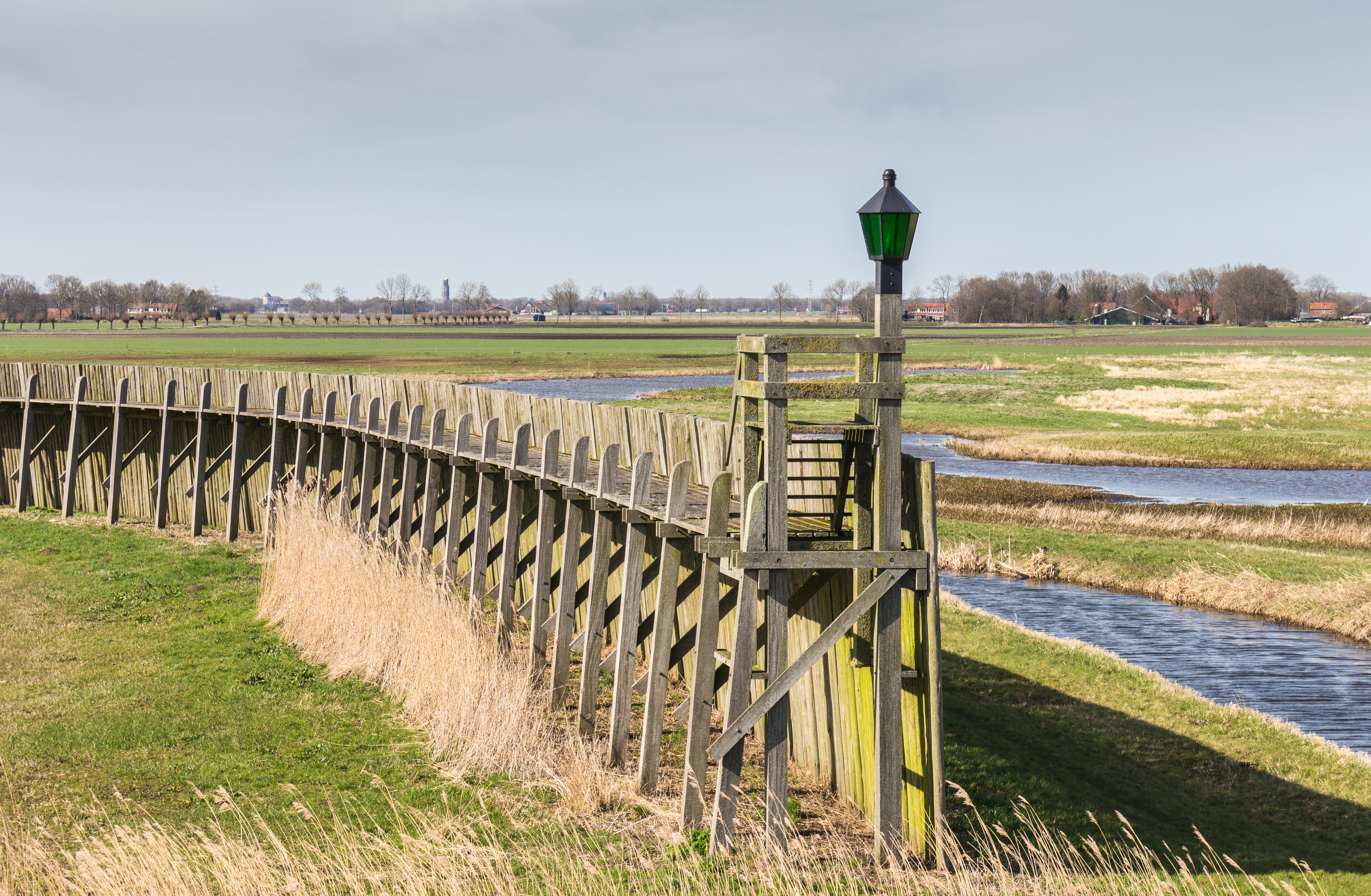
Loopbrug op palen naar havenmond.
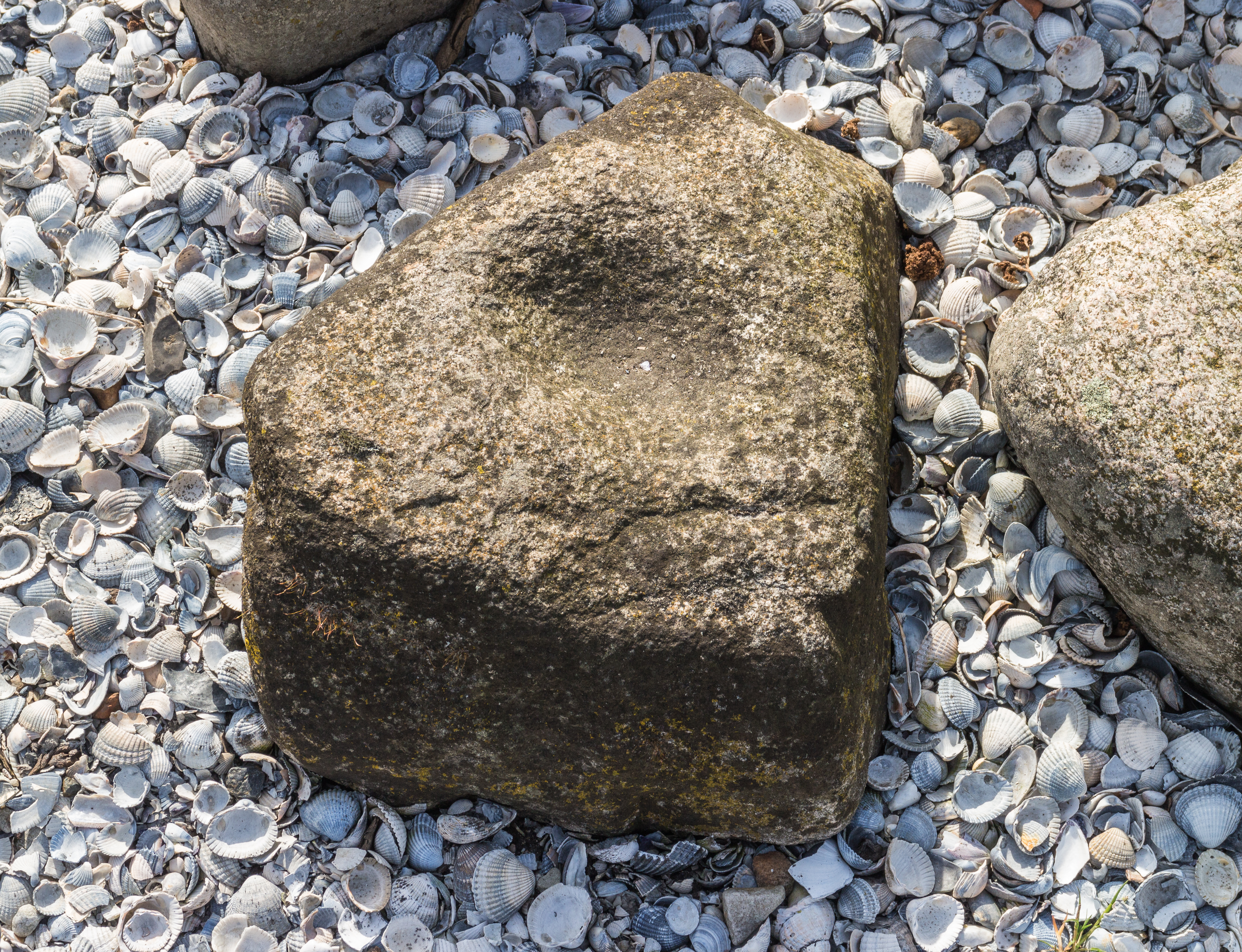
Steen met prehistorische boorgaten.